# Stažení z kůže

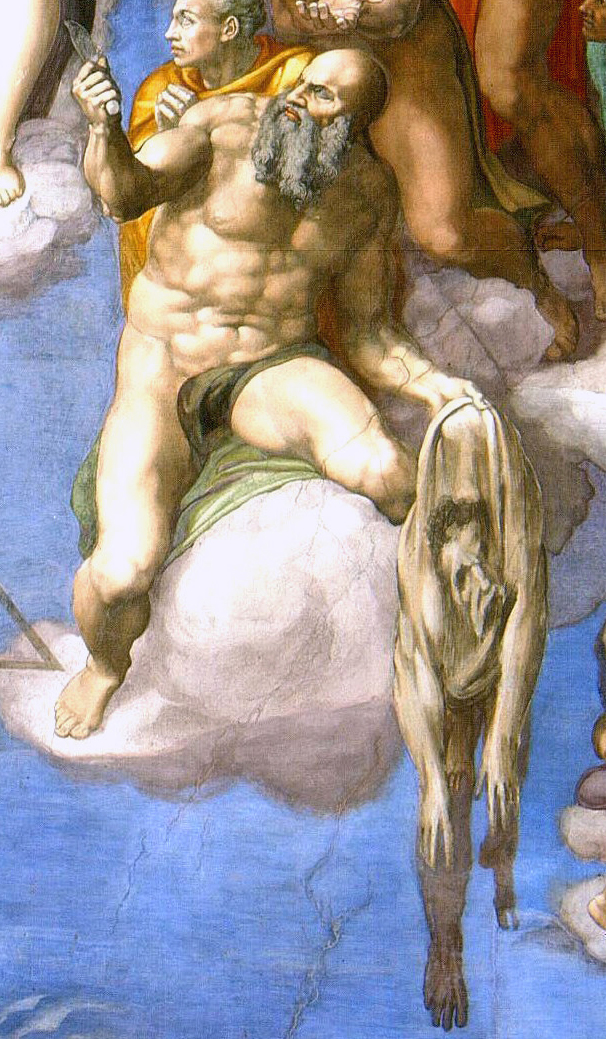
Michelangelův Poslední soud - Svatý Bartoloměj

Stažení z kůže je metoda pomalého a bolestivého mučení nebo popravy, při kterém je z těla odstraněna kůže.
Někdy se maso řezalo z těla a opékalo.[zdroj?]

## Historie

### Asyřané

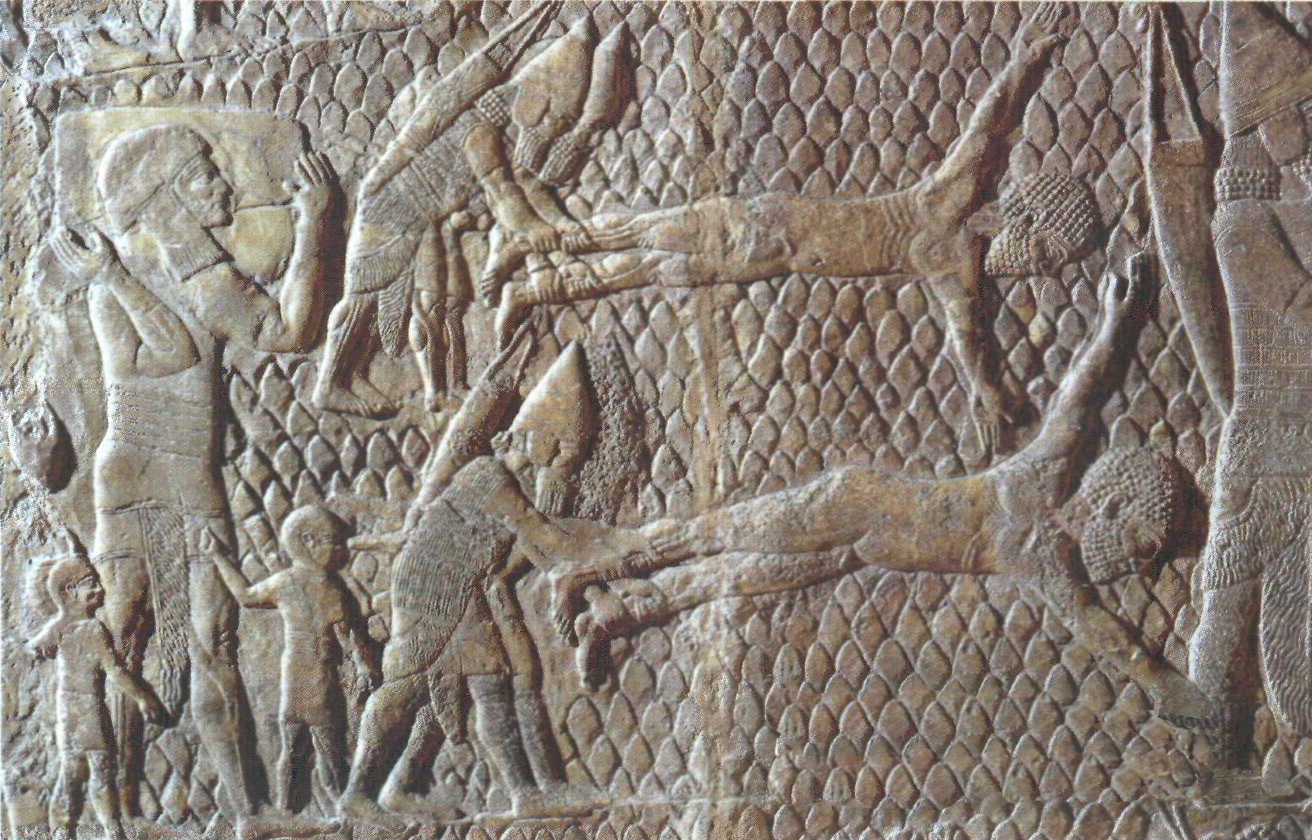
Asyřané stahují zajatce

Jedním z národů, které stahovali své zajatce zaživa, byli Asyřané.[zdroj?] Již od dob Aššurbanipala II byla tato praxe zobrazována a připomínána na řezbách i v oficiálních královských ediktech.[zdroj?] Řezby ukazují, že proces stahování z kůže probíhal i na více místech najednou, třeba na stehnu nebo hýždích.[zdroj?]

### Další příklady

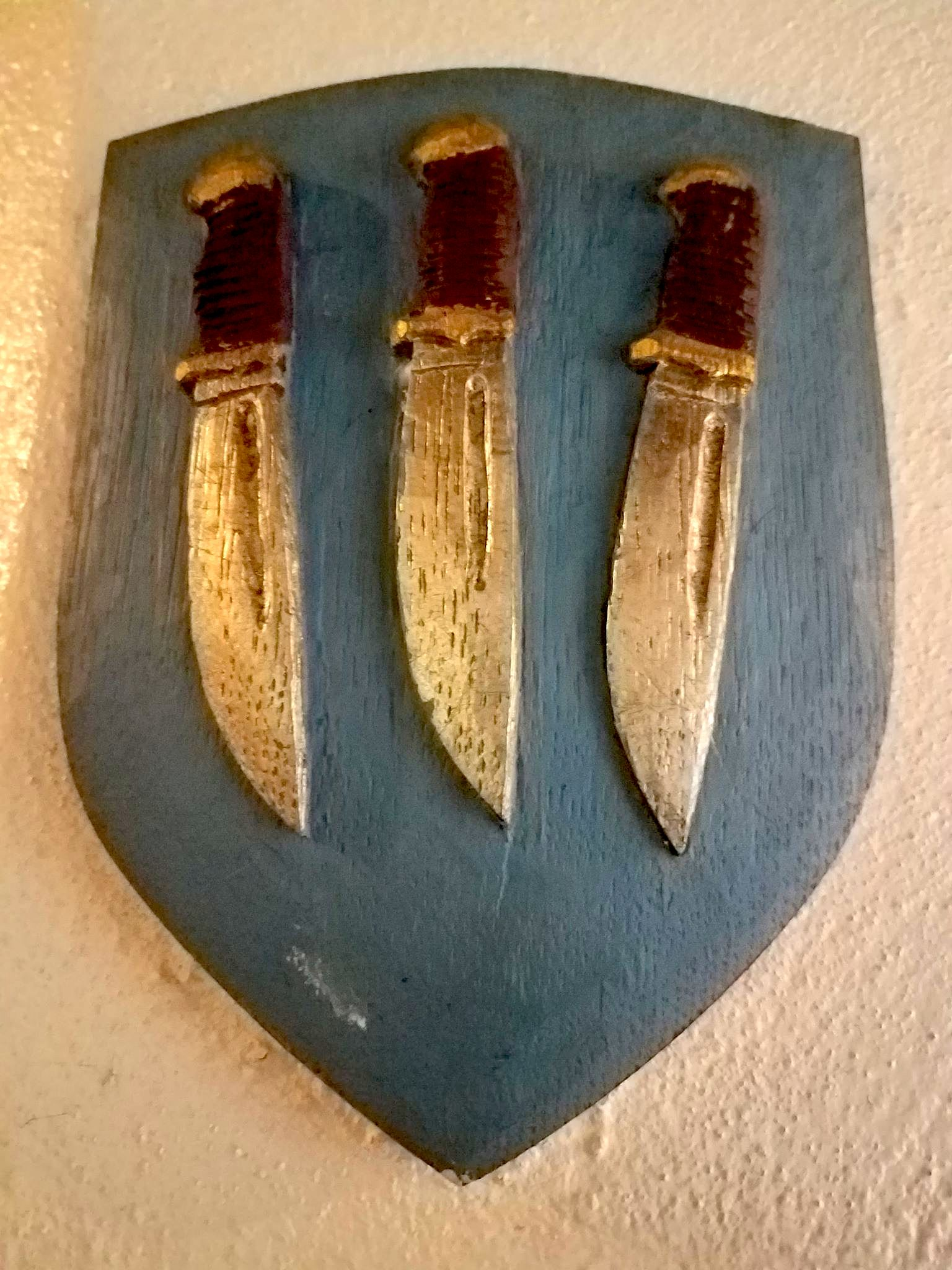
Štít se třemi noži, které sloužily ke stahování kůže. Jde o symbol apoštola Bartoloměje.

Stažení z kůže se objevuje ve starověké kultuře například v pověsti o Marsyasovi.[zdroj?] Z kůže byl stažen apoštol Bartoloměj.[zdroj?]
V roce 1303 byla vyloupena pokladnice Westminsterského opatství.[zdroj?] V souvislosti s tím bylo zatčeno a podrobeno výslechu 48 mnichů, tři z nich byli shledáni vinnými a staženi z kůže.[zdroj?]
V čínské historii se kůže stahovala i z lidských obličejů.[zdroj?] Císař Chung-wu stáhl z kůže mnoho sluhů, úředníků a rebelů. Císař Čeng-te stáhl z kůže šest rebelů.[zdroj?]